# خوسيه ألونسو لارا
خوسيه ألونسو لارا (بالإسبانية: José Alonso Lara)‏ هو لاعب كرة قدم إسباني، ولد في 7 مارس 2000 في إشبيلية في إسبانيا. لعب مع نادي إشبيلية.

## وصلات خارجية
- خوسيه ألونسو لارا على موقع الاتحاد الأوربي (الإنجليزية)
- خوسيه ألونسو لارا على موقع قاعدة بيانات كرة القدم.إي يو (الإنجليزية)
- خوسيه ألونسو لارا على موقع Soccerway.com (الإنجليزية)